# Bula (Filipinas)
Bula es un municipio filipino de primera clase, perteneciente a la provincia de Camarines Sur, en la región de Bicolandia.

## Historia
Hacia mediados del siglo XIX, el lugar tenía contabilizada una población de 1657 habitantes, repartidos en 276 casas. Aparece descrito en el primer volumen del Diccionario geográfico, estadístico, histórico de las Islas Filipinas (1850) de Manuel Buzeta Núñez y Felipe Bravo con las siguientes palabras:

BULA: pueblo con cura y gobernadorcillo, en la isla de Luzon, prov. de Camarines-Sur, dióc. de Nueva-Cáceres, de cuya ciudad se halla como unas 3 leg. al S. S. E.: sit. en terreno llano, á la orilla izq. del r. de Vicol, entre varios afluentes del mismo, en los 126° 57' 30" long., y los 13° 42' lat.; hállase resguardado de los vientos del E. y N., que tampoco le serian muy saludables en razon de los pantanos de Baao, que caen hacia esta parte: por el N. O. nada la intercepta sus frescas y regulares brisas: disfruta de clima templado y saludable. Tiene como unas 276 casas, en general de sencilla construccion, distinguiéndose como mas notables la casa parroquial y la llamada tribunal; hay carcel, y escuela de primeras letras, dotada de los fondos de comunidad, á la que asisten muchos alumnos de ambos sexos; é igl. parr. de bonita arquitectura, servida por un cura secular. Al lado de esta se halla el cementerio en buena situacion y ventilado. Comunicase este pueblo con sus inmediatos por medio de caminos regulares; recibiendo la correspondencia de la cabecera de la prov. una vez á la semana. term.: confina por E. con Baao, que dista como 1 y ¼ leg.; por S. y O. con la gran cordillera de montañas, que recorre por su parte litoral la prov.; por N. O. con San Fernando y Minalabag (2 y ¾ leg. el primero, y 2 ¼ leg. el segundo). Tiene en su térm. diferentes barrios, entre los caules son los mas notables el que se halla al N. E. como á ¾ leg., y el que está al N. O. como á una leg. Sus caminos son bastante buenos; comunicándose por ellos con los pueblos inmediatos y con la cap. (Nueva Cáceres). En sus montes se crian buenas maderas de construccion, y caza mayor y menor. Su terreno es fértil, regado por el mencionado r. de Vicol, y sus afluentes: sus prod. mucho arroz, y abacá, maiz, caña dulce, legumbres, frutas etc. ind.: el beneficio de sus productos naturales, y la fabricacion de varios tejidos, como simamays, guinaras y otras diferentes clases de telas. comercio: esportacion de lo sobrante de sus productos naturales y fabriles. pob. 1,657 alm., 249 ½ trib., que ascienden á vn. 2,495 rs. plata, equivalentes á 6,237 ½ rs.
(Buzeta y Bravo, 1850, p. 408)

En 2020, tenía censados 73 143 habitantes.